# Ringo (telenovela)
Ringo: la pelea de su vida, ou simplesmente Ringo, é uma telenovela mexicana produzida por Lucero Suárez para a Televisa e exibida pelo Las Estrellas de 21 de janeiro a 12 de maio de 2019, substituindo Like, la leyenda e sendo substituída por Esta historia me suena.
E baseado na telenovela argentina Sos mi hombre produzida em 2012.
Protagonizada por José Ron e Mariana Torres e antagonizada por Jorge Poza, Alfredo Gática, Gabriela Carrillo e Luz Edith Rojas e os primeiros atores César Évora, Silvia Mariscal e Otto Sirgo.

## Sinopse
Ringo, um ex-boxeador que está prestes a descobrir que sua luta mais difícil não será no ringue, mas na vida real. Fora do ringue, seus maiores adversários serão inveja e traição. Apesar de ter saído do ringue, ele é forçado a enfrentar adversários muito mais duros: sua dolorosa situação econômica, a decepção do amor e a luta pela custódia de seu filho, Santino. Camila é uma jovem médica que, apesar de sua situação bem-sucedida, sente que sua vida só faz sentido ajudando os outros. As estradas de Ringo e Camila cruzarão no meio de uma situação perigosa; a atração será instantânea e nada será o mesmo novamente.

## Elenco
- José Ron - José Juan "Ringo" Ramírez Rojas
- Mariana Torres - Julia Garay de Jáuregui
- César Évora - Oscar "El Oso" Villar
- Jorge Poza - Diego Jáuregui Torres
- Silvia Mariscal - Teresa Rojas Vda. de Ramírez
- Otto Sirgo - Iván Garay Beltrán
- Luz Ramos - Rosa Montes
- Oscar Bonfiglio - Manuel Ochoa
- Pierre Angelo - Damasio
- Arturo Carmona - Alejo Correa
- Alfredo Gática - Ariel "El Turco" Nasif
- Gabriela Carrillo - Gloria Ortíz
- Luz Edith Rojas - Brenda Garay
- Edsa Ramirez - Eva
- José Manuel Rincón - Rafael Villar Vega
- Santiago González - Máximo
- Francisco Pizaña - Carrizo
- José Manuel Lechuga - Pepe
- Francisco Luna - Joaquín
- Patricio de la Garza - Santiago "Santi"
- Pierre Louis - Javier "Gavilán Machaca"
- Isadora González - Sandra de Villar
- Claudia Boyán - Elsa
- Alberto Estrella - Guevara
- Mercedes Vaughan - Marta
- Adalberto Parra - Antunes
- Marlene Kalb - La Zorra
- Paulina de Labra - Madre de Javier
- Gaby Mellado - María Lucrecia
- Gloria Sierra
- Alicia Encinas

## Produção
- As gravações começaram em 22 de março de 2018[4] e concluíram em 21 de setembro de 2018.[5]

## Audiência
| Horário             | # Eps. | Estreia               | Estreia           | Final              | Final           | Posição | Temporada | Classificação geral |
| Horário             | # Eps. | Data                  | Primeiro capítulo | Data               | Último capítulo | Posição | Temporada | Classificação geral |
| ------------------- | ------ | --------------------- | ----------------- | ------------------ | --------------- | ------- | --------- | ------------------- |
| Segunda—Sexta 18h30 | 81     | 21 de janeiro de 2019 | 3.1               | 12 de maio de 2019 | ND              | #1      | 2019      | 2.96                |

## Prêmios e Indicações

### TV Adicto Golden Awards 2019
| Categoria                     | Nomeados    | Resultado |
| ----------------------------- | ----------- | --------- |
| Melhor primeiro ator          | César Évora | Ganhador  |
| Melhor protagonista masculino | José Ron    | Ganhador  |

## Premio Tvynovelas 2020
| Categoria                 | Indicados                            | Resultados |
| ------------------------- | ------------------------------------ | ---------- |
| Melhor Telenovela         | Lucero Suárez                        | Indicado   |
| Melhor Atriz Protagonista | Mariana Torres                       | Indicado   |
| Melhor Ator Protagonista  | José Ron                             | Venceu     |
| Melhor Vilã               | Luz Edith Rojas                      | Indicado   |
| Melhor Vilão              | Jorge Poza                           | Indicado   |
| Melhor Primeira Atriz     | Silvia Mariscal                      | Indicado   |
| Melhor Primeiro Ator      | César Évora                          | Indicado   |
| Melhor Atriz Coestelar    | Luz Ramos                            | Indicado   |
| Melhor Direção de Cena    | Claudia Elisa Aguilar e Jorge Robles | Indicado   |
| Melhor Tema Musical       | Tú Conmigo por Yahír                 | Indicado   |